# Na Moon-hee
Đây là một tên người Triều Tiên, họ là Na.
Na Moon-hee (tên khai sinh là Na Kyung-ja, sinh ngày 30 tháng 11 năm 1941) là một nữ diễn viên Hàn Quốc. Sự nghiệp diễn xuất trong các phim điện ảnh và truyền hình của bà bắt đầu từ năm 1961 và đã trải dài hơn 5 thập kỷ. Bà gắn với hình tượng trên phim là một kiểu mẫu người mẹ Hàn Quốc cổ điển cùng với các bộ phim truyền hình Dù gió có thổi, Lời tạm biệt tươi đẹp nhất trên thế giới (chấp bút bởi Noh Hee-kyung), Tên tôi là Kim Sam-soon, Cuộc đời màu hồng của tôi, Tạm biệt solo, Dòng sông Amnok (dựa theo Der Yalu fließt), và Là bà đây!. Trên màn ảnh rộng, bà khẳng định danh tiếng với các vai diễn trong Crying Fist, You Are My Sunshine, Cruel Winter Blues và I Can Speak. Vai diễn quan trọng trong I Can Speak (2017) giúp bà thắng giải nữ diễn viên xuất sắc nhất trong 3 lễ trao giải danh giá là Giải nghệ thuật Baeksang lần thứ 54, giải Rồng Xanh lần thứ 38 và giải Đại Chung lần thứ 55.
Sau thành công của bộ phim Gia đình là số 1 Unstoppable High Kick!, bà nổi tiếng trở lại và xuất hiện trong bộ phim điện ảnh hài Mission Possible: Kidnapping Granny K, sau đó là trong các phim Girl Scout, Harmony, Twilight Gangsters, và Miss Granny.
Bà còn được trao tặng giải thưởng thành tựu trọn đời của MBC năm 2010 và huân chương văn hóa cấp III năm 2012.

## Sự nghiệp diễn xuất

### Điện ảnh
| Năm    | Tựa                                   | Vai Diễn                                 | Ghi Chú       |
| ------ | ------------------------------------- | ---------------------------------------- | ------------- |
| 1998   | The Quiet Family                      | Mrs. Kang                                |               |
| 2000   | Just Do It!                           |                                          | Khách mời     |
| 2002   | My Beautiful Girl, Mari               | Bà ngoại của Nam-woo                     | Lồng tiếng    |
| 2002   | Saving My Hubby                       |                                          |               |
| 2003   | Please Teach Me English               | Mẹ của Moon-soo                          |               |
| 2004   | S Diary                               | Mẹ của Ji-ni                             |               |
| 2004   | Lovely Rivals                         | Mẹ của Yeo Mi-ok                         |               |
| 2005   | Crying Fist                           | Sang-hwan's grandma                      |               |
| 2005   | You Are My Sunshine                   | Mẹ của Seok-jung                         |               |
| 2006   | Cruel Winter Blues                    | Mẹ của Dae-Sik                           |               |
| 2007   | Voice of a Murderer                   | Mẹ của Kyung-bae                         | Khách mời     |
| 2007   | May 18                                | Na Joo-daek                              |               |
| 2007   | Mission Possible: Kidnapping Granny K | Kwon Soon-boon                           |               |
| 2008   | Girl Scout                            | Lee Yi-man                               |               |
| 2010   | Harmony                               | Kim Moon-ok                              |               |
| 2010   | Twilight Gangsters                    | Kim Jung-ja                              |               |
| 2014   | Miss Granny                           | Oh Mal-soon                              |               |
| 2017   | Tiếng Anh là chuyện nhỏ               | Na Ok-boon                               |               |
| 2018   | Love+Sling                            | Mẹ của Gui-bo                            |               |
| 2019   | A Little Princess                     | Mal-soon                                 |               |
| 2020   | Honest Candidate                      | Kim Ok-hee                               | [ 17 ]        |
| 2020   | Pawn                                  | Seungi, grandmother (special appearance) | [ 18 ]        |
| 2022   | My Perfect Roommate                   | Geum-bun                                 | [ 19 ] [ 20 ] |
| 2022   | Hero                                  | Cho Maria                                | [ 21 ] [ 22 ] |
| Picnic | Eun-shim                              | [ 23 ]                                   |               |

## Giải thưởng và đề cử

### Baeksang Arts Awards
| Lần | Năm  | Hạng mục                        | Tác phẩm đề cử         | Kết quả   | Chú thích |
| --- | ---- | ------------------------------- | ---------------------- | --------- | --------- |
| 9   | 1973 | Most Popularity Award (Theater) |                        | Đoạt giải |           |
| 32  | 1996 | Most Popular Actress            | Even if the Wind Blows | Đoạt giải |           |
| 43  | 2007 | Best Actress                    | Cruel Winter Blues     | Đề cử     |           |
| 54  | 2018 | Best Actress                    | I Can Speak            | Đoạt giải | [ 24 ]    |

### Blue Dragon Film Awards
| Lần | Năm  | Hạng mục                | Tác phẩm đề cử      | Kết quả   | Chú thích |
| --- | ---- | ----------------------- | ------------------- | --------- | --------- |
| 26  | 2005 | Best Supporting Actress | You Are My Sunshine | Đề cử     |           |
| 28  | 2007 | Best Supporting Actress | Cruel Winter Blues  | Đoạt giải |           |
| 31  | 2010 | Best Supporting Actress | Harmony             | Đề cử     |           |
| 38  | 2017 | Best Leading Actress    | I Can Speak         | Đoạt giải |           |
| 38  | 2017 | Popular Star Award      | I Can Speak         | Đoạt giải |           |

### Buil Film Awards
| Lần | Năm  | Hạng mục     | Tác phẩm đề cử | Kết quả | Chú thích |
| --- | ---- | ------------ | -------------- | ------- | --------- |
| 27  | 2018 | Best Actress | I Can Speak    | Đề cử   | [ 25 ]    |

### Busan Film Critics Awards
| Lần | Năm  | Hạng mục                | Tác phẩm đề cử      | Kết quả   | Chú thích |
| --- | ---- | ----------------------- | ------------------- | --------- | --------- |
| 6   | 2005 | Best Supporting Actress | You Are My Sunshine | Đoạt giải |           |

### Chunsa Film Art Awards
| Lần | Năm  | Hạng mục                | Tác phẩm đề cử      | Kết quả | Chú thích |
| --- | ---- | ----------------------- | ------------------- | ------- | --------- |
| 13  | 2005 | Best Supporting Actress | You Are My Sunshine | Đề cử   |           |
| 23  | 2018 | Best Actress            | I Can Speak         | Đề cử   | [ 26 ]    |

### Grand Bell Awards
| Lần | Năm  | Hạng mục                | Tác phẩm đề cử      | Kết quả   | Chú thích |
| --- | ---- | ----------------------- | ------------------- | --------- | --------- |
| 42  | 2005 | Best Supporting Actress | Crying Fist         | Đoạt giải |           |
| 43  | 2006 | Best Supporting Actress | You Are My Sunshine | Đề cử     |           |
| 55  | 2018 | Best Actress            | I Can Speak         | Đoạt giải | [ 27 ]    |

### KBS Drama Awards
| Năm  | Hạng mục                      | Tác phẩm đề cử                  | Kết quả   | Chú thích |
| ---- | ----------------------------- | ------------------------------- | --------- | --------- |
| 1995 | Grand Prize (Daesang)         | Even if the Wind Blows          | Đoạt giải |           |
| 2006 | Top Excellence Award, Actress | Goodbye Solo, Famous Princesses | Đề cử     |           |

### Korea Broadcasting Awards
| Lần | Năm  | Hạng mục     | Tác phẩm đề cử | Kết quả   | Chú thích |
| --- | ---- | ------------ | -------------- | --------- | --------- |
| 23  | 1996 | Best Actress | Talent         | Đoạt giải |           |

### Korea Drama Awards
| Lần | Năm  | Hạng mục          | Tác phẩm đề cử | Kết quả | Chú thích |
| --- | ---- | ----------------- | -------------- | ------- | --------- |
| 2   | 2008 | Achievement Award |                | Đề cử   |           |

### Korean Film Awards
| Lần | Năm  | Hạng mục                | Tác phẩm đề cử      | Kết quả | Chú thích |
| --- | ---- | ----------------------- | ------------------- | ------- | --------- |
| 4   | 2005 | Best Supporting Actress | Crying Fist         | Đề cử   |           |
| 4   | 2005 | Best Supporting Actress | You Are My Sunshine | Đề cử   |           |

### Max Movie Awards
| Lần | Năm  | Hạng mục                | Tác phẩm đề cử     | Kết quả   | Chú thích |
| --- | ---- | ----------------------- | ------------------ | --------- | --------- |
| 4   | 2009 | Best Supporting Actress | Cruel Winter Blues | Đoạt giải |           |
| 10  | 2015 | Best Supporting Actress | Miss Granny        | Đoạt giải |           |

### MBC Drama Awards
| Năm  | Hạng mục                                             | Tác phẩm đề cử         | Kết quả   | Chú thích |
| ---- | ---------------------------------------------------- | ---------------------- | --------- | --------- |
| 1976 | Top Excellence Award, Actress in a Radio Performance |                        | Đoạt giải |           |
| 1983 | Excellence Award, Actress                            | The Stars Are My Stars | Đoạt giải |           |
| 2010 | Lifetime Achievement Award                           | It's Me, Grandma       | Đoạt giải |           |

### MBC Entertainment Awards
| Năm  | Hạng mục                                         | Tác phẩm đề cử         | Kết quả   | Chú thích |
| ---- | ------------------------------------------------ | ---------------------- | --------- | --------- |
| 2007 | Top Excellence Award, Actress in a Comedy/Sitcom | Unstoppable High Kick! | Đoạt giải |           |

### SBS Drama Awards
| Năm  | Hạng mục                                       | Tác phẩm đề cử   | Kết quả   | Chú thích |
| ---- | ---------------------------------------------- | ---------------- | --------- | --------- |
| 2002 | Excellence Award, Actress in a One-Act Special | You Are My World | Đoạt giải |           |

### Seoul International Drama Awards
| Lần | Năm  | Hạng mục     | Tác phẩm đề cử   | Kết quả   | Chú thích |
| --- | ---- | ------------ | ---------------- | --------- | --------- |
| 6   | 2011 | Best Actress | It's Me, Grandma | Đoạt giải | [ 28 ]    |

### Giải thưởng khác
| Năm  | Giải thưởng                                    | Hạng mục                          | Tác phẩm đề cử     | Kết quả   | Chú thích |
| ---- | ---------------------------------------------- | --------------------------------- | ------------------ | --------- | --------- |
| 2006 | 7th Women in Film Korea Awards                 | Best Actress                      | Cruel Winter Blues | Đoạt giải | [ 29 ]    |
| 2007 | 1st Korea Movie Star Awards                    | Best Supporting Actress           | May 18             | Đoạt giải |           |
| 2012 | Bo-gwan Order of Cultural Merit                | —                                 | —                  | Recipient |           |
| 2014 | 14th Korea World Youth Film Festival           | Favorite Actress - Senior Actress | —                  | Đoạt giải |           |
| 2017 | 18th Women in Film Korea Awards                | Woman in Film of the Year         | I Can Speak        | Đoạt giải |           |
| 2017 | 6th Korea Film Actors Association Awards       | Top Star Awards                   | I Can Speak        | Đoạt giải | [ 30 ]    |
| 2017 | 11th Asia Pacific Screen Awards                | Best Actress                      | I Can Speak        | Đề cử     |           |
| 2017 | 1st The Seoul Awards                           | Best Actress                      | I Can Speak        | Đoạt giải | [ 31 ]    |
| 2017 | 37th Korean Association of Film Critics Awards | Best Actress                      | I Can Speak        | Đoạt giải | [ 32 ]    |
| 2017 | 17th Director's Cut Awards                     | Best Actress                      | I Can Speak        | Đoạt giải |           |
| 2017 | 4th Korean Film Producers Association Awards   | Best Actress                      | I Can Speak        | Đoạt giải |           |
| 2017 | Cine 21 Awards                                 | Best Actress                      | I Can Speak        | Đoạt giải |           |
| 2018 | 9th KOFRA Film Awards                          | Best Actress                      | I Can Speak        | Đoạt giải |           |